# 안전 모드
안전 모드(문화어: 안정방식, safe mode)는 마이크로소프트 윈도우나 맥 OS X, 몇몇 리눅스 배포판 등 몇몇 컴퓨터 운영 체제를 진단하기 위한 모드로, 전자 장비에 이상이 생겼을 때 주로 실행된다. 진단 모드 또는 복구 모드라고 불리기도 한다. 참고로, 엑셀 등 응용프로그램의 오류를 테스트하기 위한 모드를 지칭하기도 한다. 운영 체제 또는 응용 프로그램이 안전 모드로 실행되었을 경우, 필요한 최소한의 파일과 드라이버만 사용되는 등 기능적으로 제약이 많지만, 오히려 이를 통해 문제점을 해결하는 데 어느 정도 도움이 될 수 있다. 또한 사용자가 컴퓨터에 어떤 문제점이 발생했는지를 확인해볼 수 있도록 진단 도구가 제공된다. 네트워크 관련 문제를 해결할 수 있도록 네트워크 기능을 지원하는 안전 모드도 있다.
안전 모드로 부팅되는 주요 이유로는 하드디스크 오류나 아니면 소프트웨어의 설치 중에 잘못 설정된 상태에서 일반 모드로 부팅하는 도중에 문제가 발생하여 운영 체제가 정상적인 모드로 부팅을 할 수 없는 경우 등이다.
마이크로소프트 윈도우의 경우 안전 모드로 부팅하려면 “F8”키를 부팅 메뉴가 표시될 때까지 반복해서 누른 다음 부팅 메뉴에서 “안전 모드”를 선택하면 안전 모드로 부팅된다. OS X의 경우 전원을 켠 다음 시동음이 들리면 Shift 키를 길게 누르면 된다.
운영 체제뿐 아니라 일부 응용 소프트웨어에서도 “안전 모드” 기능이 있는데, 예를 들어 모질라 파이어폭스에서 웹 브라우저의 정상적인 동작을 막는 확장 기능이 있을 경우, 안전 모드 기능을 통해 해당 확장 기능을 제거할 수 있다.

## 윈도 운영체제
윈도 NT 계열의 운영체제(윈도우 XP, 윈도우 서버 2003)에서는 루트 디렉터리의 boot.ini에서 다음의 안전 모드 옵션을 사용할 수 있다.
- /safeboot (안전 모드 실행)
- /safeboot:dsrepair
- /safeboot:minimal
- /safeboot:minimal(alternateshell)
- /safeboot:network

위에 대한 더 자세한 옵션은 윈도 시스템 구성 유틸리티(msconfig.exe)를 사용하여 안전 모드의 옵션을 수정할 수 있다. (윈도우 비스타 이후 운영체제에서는 boot.ini가 존재하지 않으므로 이 방법을 사용해야 한다.)

## 같이 보기
- BOOT.INI
- MSConfig